# رکس اینگرام
رکس اینگرام (انگلیسی: Rex Ingram؛ ‏۱۵ ژانویهٔ ۱۸۹۲ – ۲۱ ژوئیهٔ ۱۹۵۰) کارگردان فیلم، تهیه‌کننده فیلم، بازیگر و نویسنده اهل جمهوری ایرلند بود. وی بین سال‌های ۱۹۱۳ تا ۱۹۳۳ میلادی فعالیت می‌کرد. اریش فون اشتروهایم او را «بزرگترین کارگردان جهان» نامید.
از فیلم‌ها یا مجموعه‌های تلویزیونی که وی در آن‌ها نقش داشته‌است، می‌توان به چهار سوار سرنوشت و عرب اشاره نمود.